# Chlorodrepana angustimargo
Chlorodrepana angustimargo är en fjärilsart som beskrevs av W. Warren 1901. Chlorodrepana angustimargo ingår i släktet Chlorodrepana och familjen mätare. Inga underarter finns listade i Catalogue of Life.